# Irish League 1965-1966
L'Irish League 1965-1966 è stata la 65ª edizione della prima divisione del campionato nordirlandese di calcio.
Il campionato di calcio era formato da dodici squadre e il Linfield vinse il titolo. Non vi furono retrocessioni.

## Classifica finale
| Pos. | Squadra          | G  | V  | N | P  | GF | GS | Punti |
| ---- | ---------------- | -- | -- | - | -- | -- | -- | ----- |
| 1    | Linfield         | 22 | 14 | 6 | 2  | 68 | 23 | 34    |
| 2    | Derry City       | 22 | 15 | 2 | 5  | 61 | 33 | 32    |
| 3    | Glentoran        | 22 | 15 | 2 | 5  | 50 | 29 | 32    |
| 4    | Ballymena United | 22 | 11 | 6 | 5  | 51 | 33 | 28    |
| 5    | Glenavon         | 22 | 11 | 3 | 8  | 62 | 38 | 25    |
| 6    | Coleraine        | 22 | 10 | 5 | 7  | 52 | 36 | 25    |
| 7    | Crusaders        | 22 | 9  | 3 | 10 | 49 | 47 | 21    |
| 8    | Portadown        | 22 | 7  | 3 | 12 | 43 | 53 | 17    |
| 9    | Distillery       | 22 | 5  | 6 | 11 | 39 | 52 | 16    |
| 10   | Ards             | 22 | 4  | 6 | 12 | 29 | 54 | 14    |
| 11   | Bangor           | 22 | 5  | 4 | 13 | 26 | 59 | 14    |
| 12   | Cliftonville     | 22 | 1  | 4 | 17 | 23 | 96 | 6     |

G = Partite giocate; V = Vittorie; N = Nulle/Pareggi; P = Perse; GF = Goal fatti; GS = Goal subiti; 